# بلجوك
بلجوك هي قرية في مقاطعة خوي، إيران. يقدر عدد سكانها بـ 724 نسمة بحسب إحصاء 2016.